# Нижнетагильский музей изобразительных искусств
Нижнетагильский музей изобразительных искусств — музей живописи, один из двух самых больших музеев города Нижнего Тагила и второй по величине и значимости музей изобразительных искусств в Свердловской области (после Екатеринбургского музея живописи). Находится в Нижнем Тагиле, в Ленинском районе города, в историческом центре города, на улице Уральской, 7, 4 и 5, в центре города.

## Описание
Музей изобразительных искусств Нижнего Тагила разместился в трёх старинных зданиях исторического центра города. Главный корпус музея — это здание 1865 года в русском городском купеческом стиле, некогда принадлежавшее тагильскому купцу П. Т. Аксёнову. Там расположено большинство выставочных залов. В этом же здании находится и администрация музея. Возле здания за забором имеется небольшой садик с несколькими парковыми скульптурами. Здание имеет три этажа. На крыше над главным выставочным залом для дополнительного освещения оборудован стеклянный призмообразный купол с окнами.
После войны здание было перестроено. Площадь здания была увеличена в полтора раза за счёт большой двухэтажной пристройки. На крыше пристройки музея так же, как и на основной части здания, находится стеклянный призмообразный купол с окнами, но немного меньшего размера.
Перед входом в главный корпус музея стоит скульптура «Городской ангел» работы нижнетагильского скульптора Александра Иванова. Скульптура представляет собой композицию, состоящую из двух фигур. Главная фигура — это сам ангел. Это мужчина примерно лет сорока пяти, одетый в пальто, костюм с галстуком и шляпу моды 30-50-х годов XX века, с крыльями на спине. На его глазах очки, в одной руке он держит портфель, в другой руке копьё, и смотрит на стоящий перед ним большой швеллер (работа московского художника Владимира Никитовича Наседкина). У ног ангела сидит маленькая собачка.
Через улицу Уральскую, напротив основного здания находится второй корпус Музея изобразительных искусств. Здесь в основном размещаются творческие студии тагильских художников и скульпторов. Данное здание также выполнено в русском стиле, но в отличие от основного здания, оно более напоминает здание Русского музея в Москве, нежели Купеческий Городской стиль. В здании два этажа, оно полностью кирпичное. На крыше имеются две декоративные башенки. Здание является памятником истории и культуры регионального значения.
Рядом с корпусом художественных студий расположено небольшое старое двухэтажное здание с каменным первым и бревенчатым вторым этажами. Это организация «Союза художников Нижнего Тагила» при Музее изобразительных искусств.
Возле основного здания музея находится библиотека, размещённая в переделанном бывшем частном одноэтажном жилом доме.
Неподалёку располагаются Демидовские провиантские склады постройки XVIII века. В них размещены Музей природы и охраны окружающей среды (Верхний провиантский склад) и Музей «Фондохранилище» (Нижний провиантский склад). Возле них возвышается памятник танку Т-34. Через проезд находятся Нижнетагильский историко-краеведческий музей, управление «Музеем-заповедником „Горнозаводской Урал“» и здание исторического архива. Возле Историко-краеведческого музея находится памятник Первому русскому паровозу Черепановых. Между Краеведческим музеем и «Фондохранилищем» (Нижним складом) расположена экспозиция под открытым небом старинной заводской техники и советской заводской продукции Музей-выставка горнозаводского оборудования. Возле второго корпуса Музея Изобразительных искусств располагается Музей «Дом редкой книги».
Все эти здания и объекты образуют единый музейный комплекс.

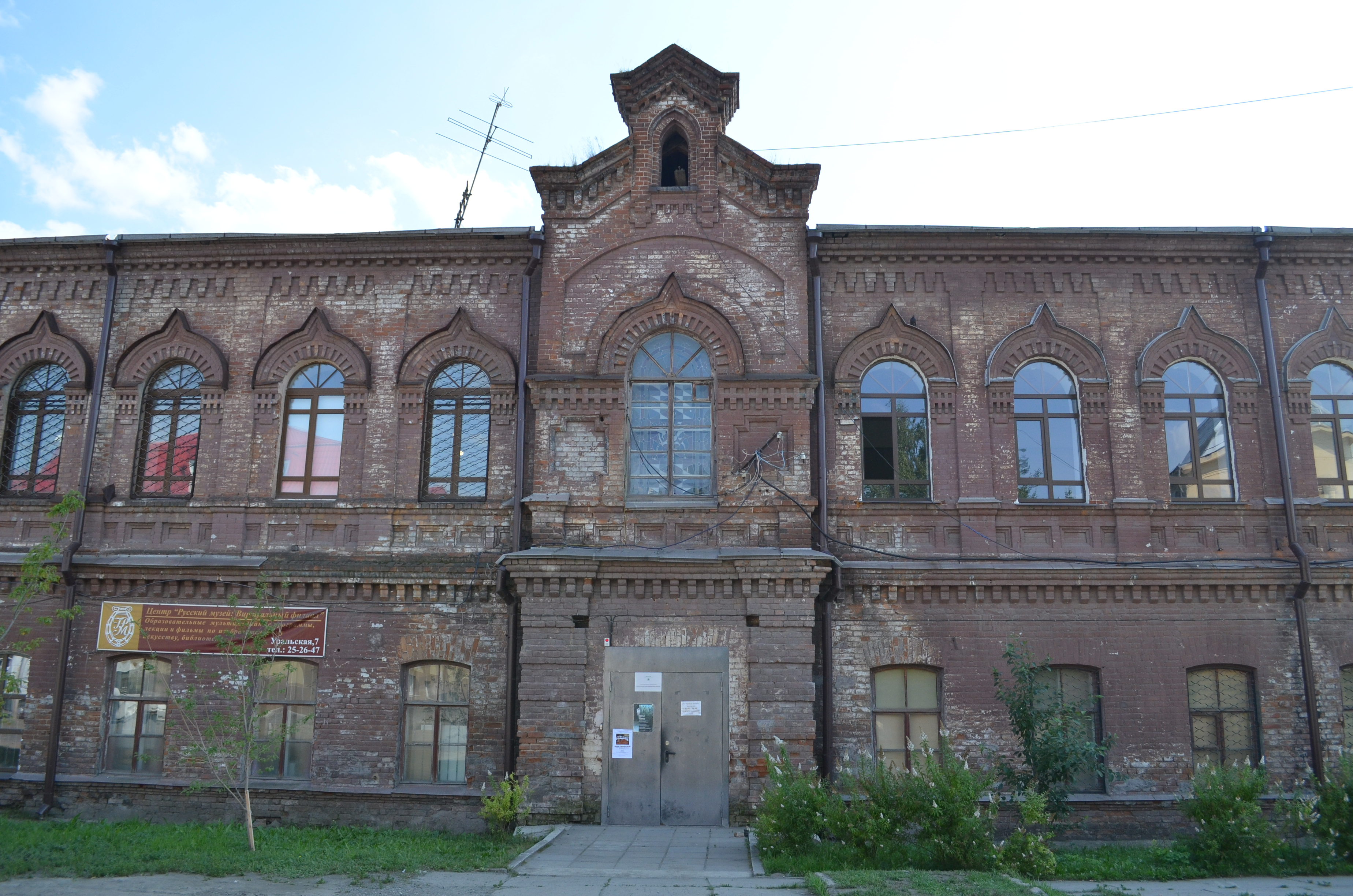
Отдел тагильских художников, лицевой фасад
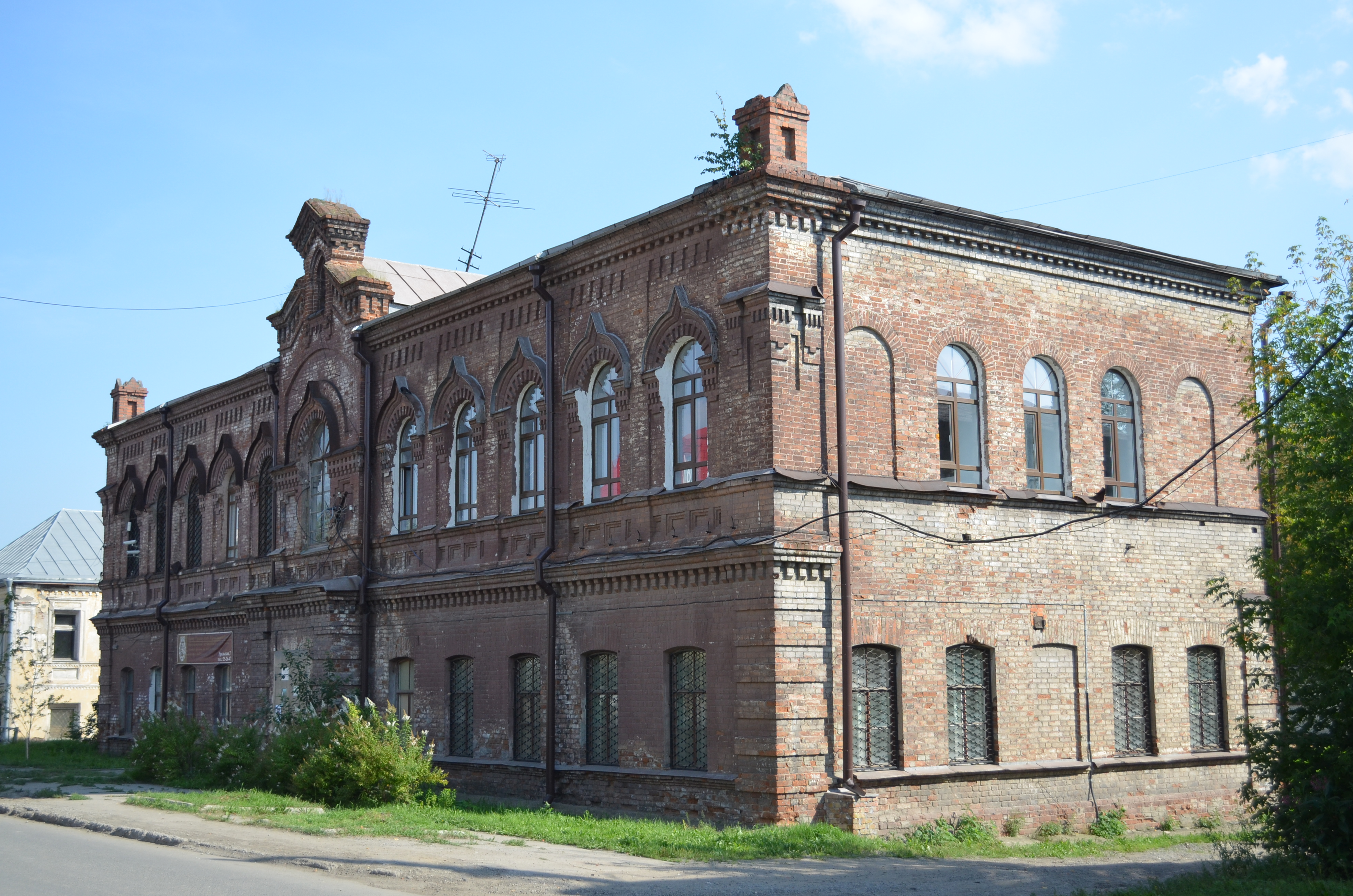
Отдел тагильских художников, боковой фасад

## История
Основное здание Музея изобразительных искусств было построено в 1865 году тагильским купцом П. Т. Аксёновым и использовалось им как продовольственный склад. До революции основное здание музея здание принадлежало роду купца Аксёнова. После 1917 года в этом здании разместили молодёжный клуб «Первомайский».
Здание второго корпуса — это бывшее «Нижнетагильское городское училище».
Создание музея было обусловлено тем, что в годы Великой Отечественной войны в Нижний Тагил были эвакуированы представители технической и творческой интеллигенции из блокадного Ленинграда и оккупированной Украины, а также множество живописи из различных музеев европейской части СССР. Именно в годы войны в Нижнем Тагиле открылись театр кукол, Уральское художественно-техническое училище (ныне колледж) и Музей изобразительных искусств, который тогда назывался «Областной Картинной галерей».
Летом 1942 года появляется Нижнетагильский Союз Художников, а уже осенью 1943 года проходит первая художественная выставка. в ней приняли участие и эвакуированные на Урал живописцы, и тагильские художники. Именно тогда в среде художественной интеллигенции возникла идея организации в Нижнем Тагиле картинной галереи (позднее «Музей изобразительных искусств»). Решение было принято в декабре 1943 года. Созданию музея помогали специалисты Эрмитажа, некоторые собрания которого в годы войны была эвакуирована в Свердловск.
Музей изобразительных искусств в Нижнем Тагиле был открыт в тяжёлый для страны период Великой Отечественной войны — 30 сентября 1944 года.
В 1955—1963 годах основное здание музея закрывалось на реконструкцию, после которой здание увеличило свою площадь в полтора раза за счёт пристройки.

## Экспозиция
Сегодня собрание музея составляет почти 10 000 произведений русского и западно-европейского искусства XVI — начала XXI веков. Среди них подлинные произведения иконописи, живописные работы великих русских художников. Русское искусство XVIII—XIX вв.. Представлено произведениями В. Боровиковского, В. Тропинина, работами передвижников И. Крамского, И. Шишкина, А. Саврасова, К. Маковского, И. Левитана, И. Репина, В. Верещагина, А. Рябушкина, В. Поленова и других, представителями академии В. Раева, Б. Виллевальде, И. Айвазовского, рубеж XIX—XX веков — картинами К. Коровина, Б. Кустодиева, З. Серебряковой, Е. Лансере и других мастеров, чьи имена известны многим с детства. Неизменный интерес у зрителей вызывает и произведение В. Худоярова, представителя знаменитой фамилии тагильских художников. Русский авангард 1910—1930-х годов, который давно завоевал международное признание, представлен в коллекции музея работами А. Лентулова, Я. Паина, В. Пестель, О. Розановой, Н. Синезубова, А. Экстер, Б. Эндера, экспонировавшимся на многочисленных международных выставках.
В музее хранятся уникальные произведения Эпохи Возрождения, в том числе и знаменитая «Тагильская Мадонна» (1509 года), приписываемая Рафаэлю Санти (либо его ученику) и вот уже более тридцати лет являющейся своеобразной «визитной карточкой» города.
Основное направление в собирательской деятельности музея — отечественное искусство XX века, и потому в музейном собрании представлены прежде всего произведения художников Нижнего Тагила, Москвы и Санкт-Петербурга. Важными для собрания музея являются и мини-коллекции произведений художников XX века, вошедшие в серии проектов «Возвращенное имя» и «Художники-узники совести», которая была удостоена первой премии Всероссийского фестиваля «Интермузей-2009», Москва. Это коллекции работ ученика К. С. Петрова-Водкина П. Голубятникова, М. Шемякина, Э. Белютина, Ф. Лемберский, И. Рубан, В. Диффине-Кристи, А. Сафохина, Ф. Мулляра, и других.
Большое значение для собрания Нижнетагильского музея изобразительных искусств имеет коллекция произведений уральских и тагильских художников, среди которых ведущие мастера Екатеринбурга (Л. Туржанский, А. Антонов, О. Бернгард, М. Брусиловский, В. Волович, В. Комаров, Г. Мосин, Г. Метелев, Ю. Филоненко, В. Храмцов) и Нижнего Тагила (П. Бортнов, Е. Бортников, П. Болюх, Т. Баданина, Е. Вагин, Н. и Л. Грачиковы, Л. Зудов, М. Дистергефт, В. Зуев, М. Крамской, В. Могилевич, В. Наседкин, А. Неверов, Ю. Платонов, Е. Седухин, В. Ушакова, Н. Чуднова, О. Подольский, А. Константинов, Г. Горелов, В. Мухаркин и другие). Данная часть собрания достаточно ясно представляет этапы развития искусства Урала и такой его составляющей, как «Тагильская школа».
Музей ведёт активную выставочную деятельность. Передвижные выставки или выставки из собрания музея знакомят с произведениями известных не только в России, но и за рубежом тагильских художников, мастеров известного с XVIII века Тагильского подноса, произведениями из частных коллекций или собраний других музеев. Ежегодно с 1967 года в музее проводятся выставки детского творчества. Музей активно занимается просветительской деятельностью, реставрационной, за которую был удостоен первой премии Всероссийского фестиваля «Интермузей-2008» (г. Москва), ведёт работу в области современного искусства. В 2010 и в 2011 гг. музей стал победителем грантового конкурса «Меняющийся музей в меняющемся мире» Благотворительного фонда В. Потанина, реализовав проекты «Солдаты. Soldaten. Soldiers» и «Исконный свет Салафиила. Светоживопись в творчества П. Голубятникова».

## Фонды
Самым интересным среди эскизов к картине Ильи Репина «Перед исповедью» доктор искусствоведения Илья Зильберштейн считал акварель, хранящуюся в Нижнетагильском музее изобразительных искусств. На ней присутствует авторская датировка: «Нач. 1880 г. — 1913 конч.». На основе неё советский искусствовед предположил, что художник первоначально сделал на этом листе только карандашный набросок одного из композиционных вариантов картины, а в 1913 году по просьбе неизвестного коллекционера завершил работу над рисунком акварелью. Другой отечественный исследователь — доктор искусствоведения Алексей Фёдоров-Давыдов даже писал, что в 1913 году Репин создал акварельный вариант картины «Перед исповедью».

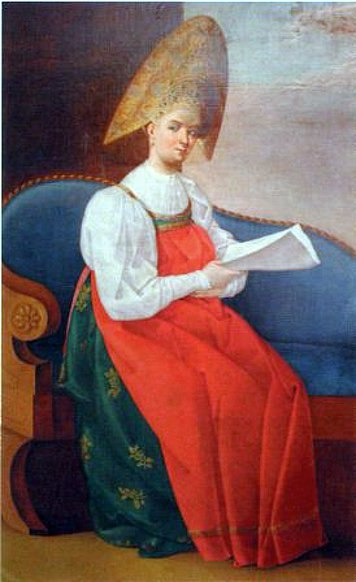
Женщина в кокошнике, худ. И. Ф. Худояров
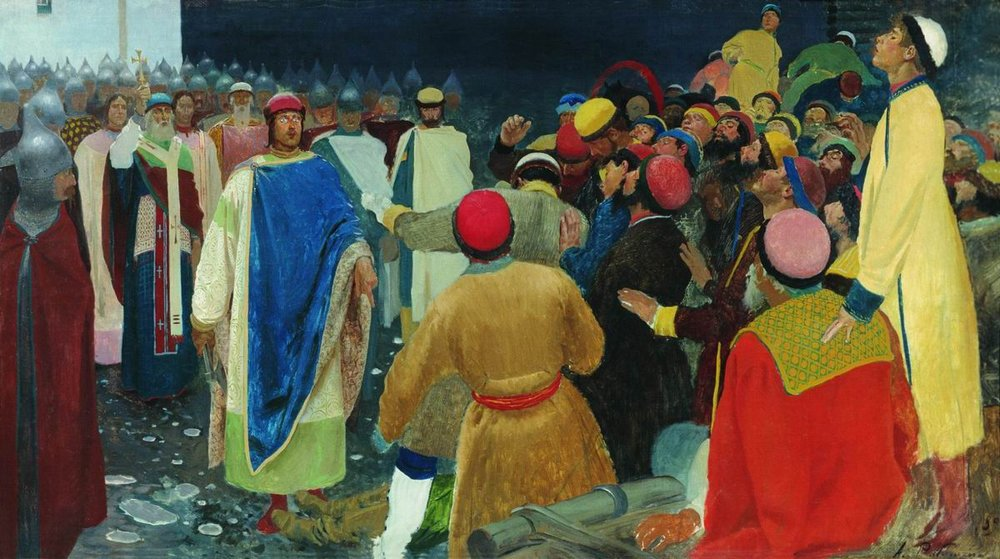
Князь Глеб Святославович убивает волхва на Новгородском вече, худ. А. П. Рябушкин
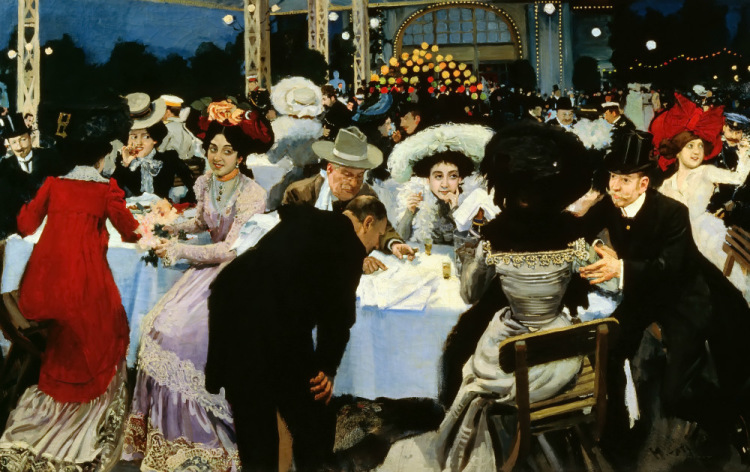
Ночной ресторан, худ. М. Слепян
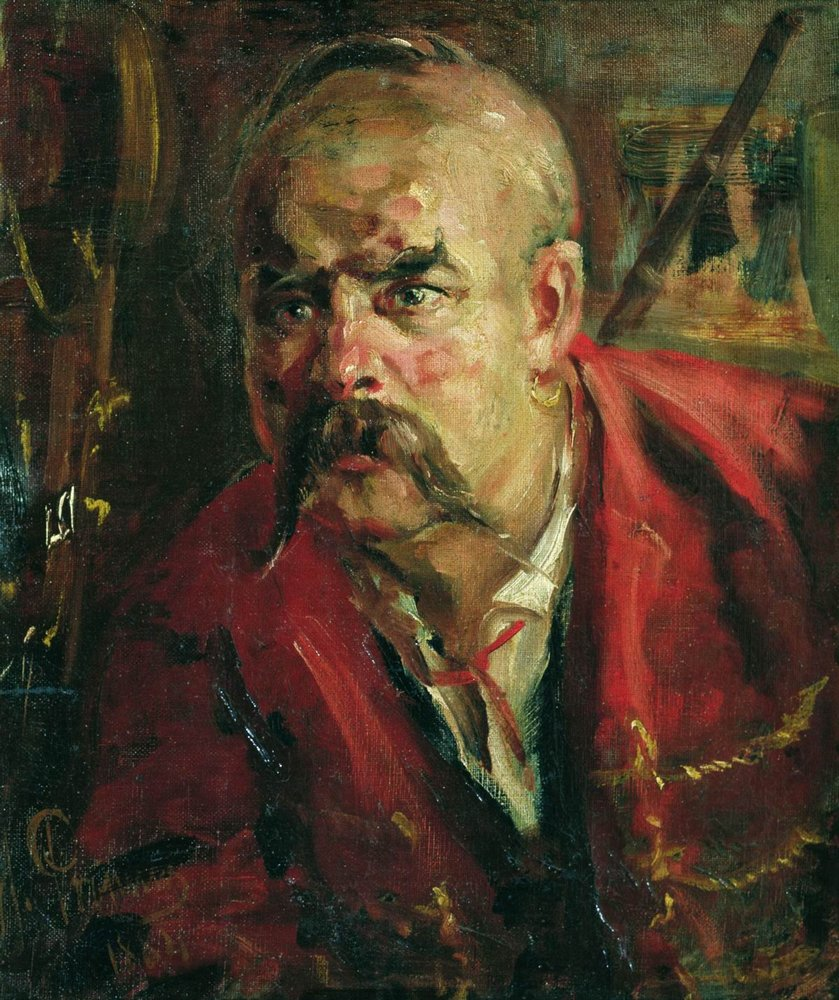
Запорожец, худ. И. Е. Репин
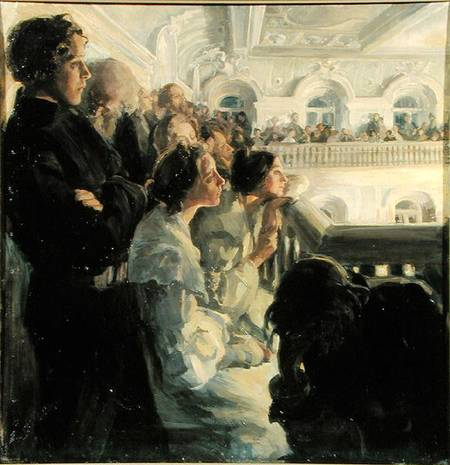
Музыка, худ. А. Л. Ржевская
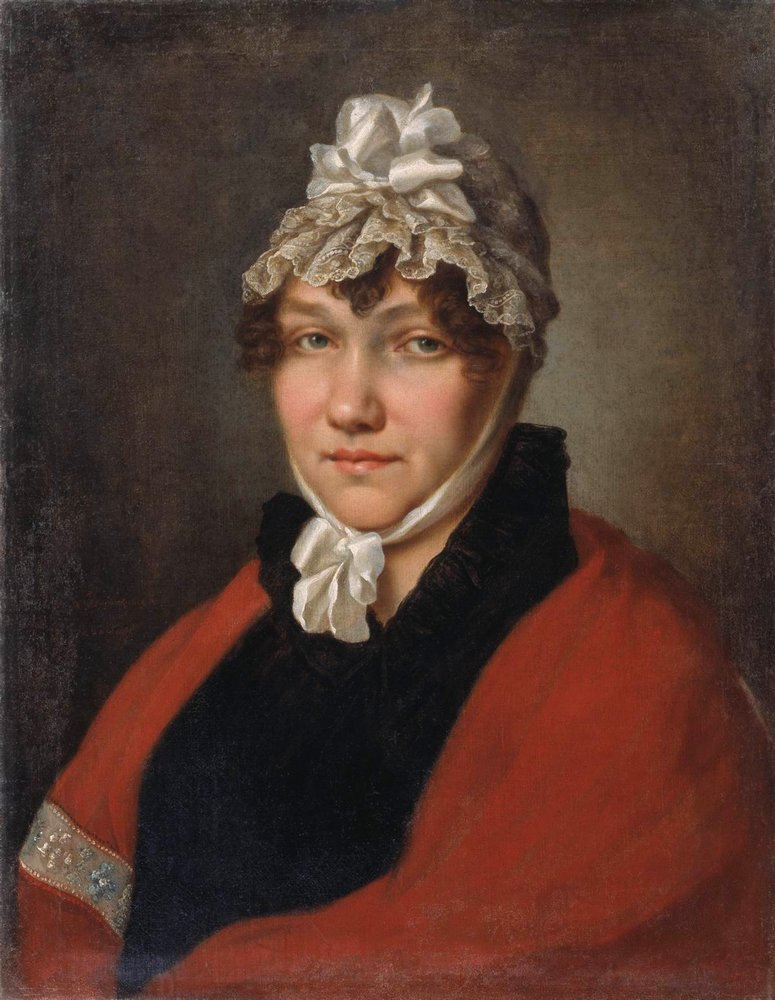
Портрет Боровицкой, неизвестный художник
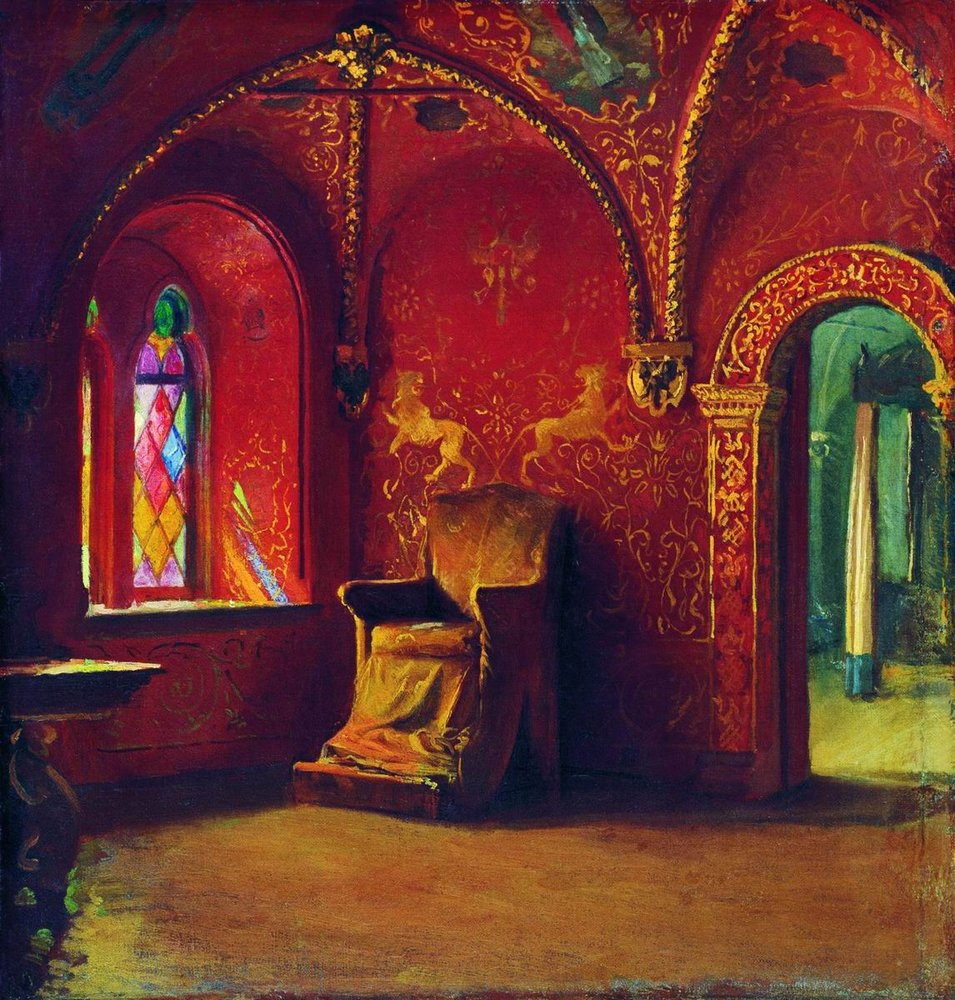
Красная палата, худ. А. П. Рябушкин
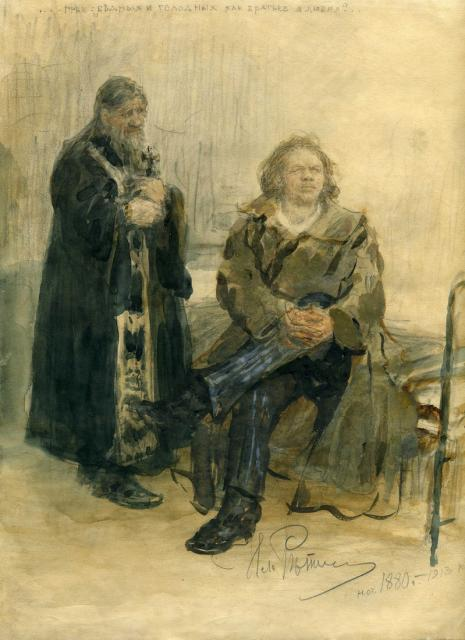
Илья Репин. Перед исповедью. Эскиз 1880—1913 (?)